# Pom'Potes
Pom’Potes est une marque commerciale de compote en gourde de plastique lancée par la société Materne en 1998.
La marque Pom’Potes est première sur le marché de la compote en gourde avec 50 % de part de marché et près de 27 000 tonnes de gourdes vendues en 2013.
En 2013 en France, les produits de la marque Pom’Potes ont été achetés par plus de 5 millions de consommateurs.

## Fabrication
Les produits sont fabriqués dans une usine basée dans l’Aisne, dans la ville de Boué. Les pommes entrant dans la fabrication des gammes allégées en sucres et sans sucres ajoutés sont de provenance française. Materne développe en parallèle ses propres vergers, en partenariat avec des agriculteurs, à proximité de son site de production.

## Produits
Pom’Potes compte 25 recettes différentes sous 3 gammes de produits (allégée en sucres, sans sucres ajoutés et bio).
Pom'Potes est exporté aux États-Unis depuis juin 2008  sous le nom commercial GoGo SqueeZ et y rencontre un franc succès,,.